# Saison 2017-2018 du Séville FC
Maillots
Chronologie
Saison précédente Saison suivante
La saison 2017-2018 du Séville FC est la 116e saison du club.

## Transferts

### Transferts estivaux
| Nom               | Nationalité | Poste     | Transfert                       | Provenance/Destination | Division       |
| ----------------- | ----------- | --------- | ------------------------------- | ---------------------- | -------------- |
| Arrivées          |             |           |                                 |                        |                |
| Ever Banega       | Argentine   | Milieu    | Transfert (9 millions d'euros)  | Inter Milan            | Serie A        |
| Luis Muriel       | Colombie    | Attaquant | Transfert (20 millions d'euros) | Sampdoria Gênes        | Serie A        |
| Guido Pizarro     | Argentine   | Milieu    | Transfert (6 millions d'euros)  | Tigres UANL            | Liga MX        |
| Nolito            | Espagne     | Milieu    | Transfert (9 millions d'euros)  | Manchester City        | Premier League |
| Sébastien Corchia | France      | Défenseur | Transfert (7 millions d'euros)  | Lille OSC              | Ligue 1        |
| Jesus Navas       | Espagne     | Milieu    | Fin de contrat                  | Manchester City        | Premier League |
| Simon Kjær        | Danemark    | Défenseur | Transfert (12 millions d'euros) | Fenerbahçe SK          | Süper Lig      |
| Départs           |             |           |                                 |                        |                |
| Vitolo            | Espagne     | Milieu    | (35 millions d'euros)           | Atlético Madrid        | Liga           |
| Vicente Iborra    | Espagne     | Milieu    | (15 millions d'euros)           | Leicester City         | Premier League |
| Adil Rami         | France      | Défenseur | Transfert (6 millions d'euros)  | Olympique de Marseille | Ligue 1        |
| Mariano           | Brésil      | Défenseur | Transfert (4 millions d'euros)  | Galatasaray SK         | Süper Lig      |

### Transferts hivernaux
| Nom                 | Nationalité | Poste     | Transfert                       | Provenance/Destination | Division       |
| ------------------- | ----------- | --------- | ------------------------------- | ---------------------- | -------------- |
| Arrivée             |             |           |                                 |                        |                |
| Guilherme Arana     | Brésil      | Défenseur | Transfert (11 millions d'euros) | SC Corinthians         | Serie A        |
| Miguel Layún        | Mexique     | Défenseur | Prêt                            | FC Porto               | Liga NOS       |
| Roque Mesa          | Espagne     | Milieu    | Prêt                            | Swansea City           | Premier League |
| Roque Mesa          | Espagne     | Milieu    | Prêt                            | Swansea City           | Premier League |
| Sandro Ramirez      | Espagne     | Attaquant | Prêt                            | Everton FC             | Premier League |
| Départs             |             |           |                                 |                        |                |
| Walter Montoya      | Argentine   | Milieu    | Transfert (5 millions d'euros)  | CD Cruz Azul           | Liga MX        |
| Michael Krohn-Dehli | Danemark    | Milieu    | Rupture de contrat              | Deportivo La Corogne   | Liga           |
| Borja Lasso         | Espagne     | Milieu    | Prêt                            | CA Osasuna             | LaLiga2        |

## Effectif
Le premier tableau liste l'effectif professionnel du Séville FC pour la saison 2017-2018. Le second recense les prêts effectués par le club lors de cette même saison.